# Куинсленд (Калгари)
Куинсленд (англ. Queensland) — жилой микрорайон в юго-восточном секторе Калгари (Альберта). Ограничен на севере микрорайоном Дайамонд-Коув, на востоке — рекой Боу и парком Фиш-Крик, на западе — Боу Боттом Трейл, на юге — Кэньон Мидоус Драйв.
Земля, на которой в 1973 году был построен микрорайон, была включена в состав Калгари в 1963 году. В Городском совете Калгари представлен олдерменом 14-го района Питером Демонгом.

## Демография
Согласно муниципальной переписи 2012 года, численность населения Куинсленда составляла 4771 человек, которые проживали в 1894 жилищных единицах.
Медианный доход домохозяйства в 2000 году составлял 60 175 канадских долларов, и это было на 13,2 % меньше среднего дохода домохозяйств, расположенных в соседних микрорайонах. Также, 16,2 % жителей являлись иммигрантами. Доля кондоминиумов, или многоквартирных домов, составляла 2,4 %, а 15,4 % жилья сдавалось в аренду.

## Образование
В микрорайоне действуют государственные школы: Haultain Memorial Elementary и Wilma Hansen Junior High School.